# Dyops chlorargyria
Dyops chlorargyria är en fjärilsart som beskrevs av George Francis Hampson 1926. Dyops chlorargyria ingår i släktet Dyops och familjen nattflyn. Inga underarter finns listade i Catalogue of Life.